# Esqui estilo livre nos Jogos Olímpicos de Inverno de 2018 - Slopestyle masculino
O slopestyle masculino do esqui estilo livre nos Jogos Olímpicos de Inverno de 2018 foi disputado no Parque de Neve Phoenix, em Pyeongchang em 18 de fevereiro.

## Medalhistas
| Ouro   | NOR Øystein Bråten         |
| Prata  | USA Nick Goepper           |
| Bronze | CAN Alex Beaulieu-Marchand |

## Programação
Horário local (UTC+9).
| Data            | Horário | Evento                     |
| --------------- | ------- | -------------------------- |
| 18 de fevereiro | 10:00   | 1ª descida de qualificação |
| 18 de fevereiro | 11:05   | 2ª descida de qualificação |
| 18 de fevereiro | 13:15   | 1ª descida final           |
| 18 de fevereiro | 13:43   | 2ª descida final           |
| 18 de fevereiro | 14:11   | 3ª descida final           |

## Resultados

### Qualificação
Os doze melhores atletas classificam-se à final.
| Pos. | Ordem | Atleta                       | 1ª descida | 2ª descida | Melhor | Notas |
| ---- | ----- | ---------------------------- | ---------- | ---------- | ------ | ----- |
| 1    | 3     | SWE Oscar Wester             | 40.60      | 95.40      | 95.40  | Q     |
| 2    | 1     | SUI Andri Ragettli           | 95.00      | 27.40      | 95.00  | Q     |
| 3    | 28    | CAN Alex Beaulieu-Marchand   | 48.20      | 94.20      | 94.20  | Q     |
| 4    | 2     | NOR Øystein Bråten           | 83.20      | 93.80      | 93.80  | Q     |
| 5    | 12    | USA Nick Goepper             | 92.80      | 85.00      | 92.80  | Q     |
| 6    | 7     | CAN Teal Harle               | 88.00      | 91.20      | 91.20  | Q     |
| 7    | 30    | USA Gus Kenworthy            | 88.60      | 90.80      | 90.80  | Q     |
| 8    | 6     | GBR James Woods              | 90.20      | 19.60      | 90.20  | Q     |
| 9    | 18    | SUI Elias Ambühl             | 89.60      | 67.40      | 89.60  | Q     |
| 10   | 4     | NOR Ferdinand Dahl           | 46.60      | 89.00      | 89.00  | Q     |
| 11   | 5     | CAN Evan McEachran           | 74.80      | 87.80      | 87.80  | Q     |
| 12   | 11    | SUI Jonas Hunziker           | 85.80      | 64.80      | 85.80  | Q     |
| 13   | 19    | NZL Finn Bilous              | 24.80      | 85.00      | 85.00  |       |
| 14   | 14    | NOR Felix Stridsberg-Usterud | 14.60      | 84.20      | 84.20  |       |
| 15   | 9     | USA McRae Williams           | 81.60      | 26.40      | 81.60  |       |
| 16   | 16    | USA Alex Hall                | 69.80      | 77.80      | 77.80  |       |
| 17   | 13    | SWE Henrik Harlaut           | 18.00      | 75.80      | 75.80  |       |
| 18   | 22    | SWE Oliwer Magnusson         | 73.20      | 69.20      | 73.20  |       |
| 19   | 27    | AUS Russ Henshaw             | 72.60      | 64.00      | 72.60  |       |
| 20   | 21    | JPN Taisei Yamamoto          | 56.00      | 70.40      | 70.40  |       |
| 21   | 24    | FRA Benoit Buratti           | 67.00      | 62.00      | 67.00  |       |
| 22   | 15    | CAN Alex Bellemare           | 64.20      | 26.20      | 64.20  |       |
| 23   | 8     | SWE Jesper Tjäder            | 60.60      | 56.00      | 60.60  |       |
| 24   | 10    | SUI Fabian Bösch             | 8.20       | 55.00      | 55.00  |       |
| 25   | 20    | NZL Jackson Wells            | 52.80      | 42.00      | 52.80  |       |
| 26   | 26    | FIN Joona Kangas             | 47.80      | 48.80      | 48.80  |       |
| 27   | 25    | MEX Robert Franco            | 21.60      | 36.00      | 36.00  |       |
| 28   | 29    | NOR Christian Nummedal       | 27.00      | 29.20      | 29.20  |       |
| 29   | 23    | GBR Tyler Harding            | 20.00      | 21.00      | 21.00  |       |
| 30   | 17    | FRA Antoine Adelisse         | 10.00      | 17.60      | 17.60  |       |

### Final
A final foi composta de 3 descidas, com a melhor descida entrando na pontuação final do atleta.
| Pos. | Ordem | Atleta                     | 1ª descida | 2ª descida | 3ª descida | Melhor | Notas |
| ---- | ----- | -------------------------- | ---------- | ---------- | ---------- | ------ | ----- |
| 01 ! | 2     | NOR Øystein Bråten         | 95.00      | 46.40      | 24.00      | 95.00  |       |
| 02 ! | 12    | USA Nick Goepper           | 59.00      | 69.00      | 93.60      | 93.60  |       |
| 03 ! | 28    | CAN Alex Beaulieu-Marchand | 81.60      | 92.40      | 82.40      | 92.40  |       |
| 4    | 6     | GBR James Woods            | 29.20      | 91.00      | 90.00      | 91.00  |       |
| 5    | 7     | CAN Teal Harle             | 22.80      | 25.60      | 90.00      | 90.00  |       |
| 6    | 5     | CAN Evan McEachran         | 89.40      | 4.40       | 32.60      | 89.40  |       |
| 7    | 1     | SUI Andri Ragettli         | 85.80      | 73.20      | 65.40      | 85.80  |       |
| 8    | 4     | NOR Ferdinand Dahl         | 42.20      | 76.40      | 41.80      | 76.40  |       |
| 9    | 18    | SUI Elias Ambühl           | 18.80      | 71.60      | 73.20      | 73.20  |       |
| 10   | 11    | SUI Jonas Hunziker         | 5.20       | 66.20      | 46.40      | 66.20  |       |
| 11   | 3     | SWE Oscar Wester           | 7.60       | 62.00      | 12.60      | 62.00  |       |
| 12   | 30    | USA Gus Kenworthy          | 35.00      | 20.00      | 32.00      | 35.00  |       |

Legenda
| Recorde mundial      | Recorde mundial (World record)               |                       | Recorde africano                      | Recorde africano (African) |                                           | Q | Classificado por posição (Qualified) |
| Recorde olímpico     | Recorde olímpico (Olympic record)            | Recorde da América    | Recorde da América (Americas)         | q                          | Classificado por melhor tempo (Qualified) |   |                                      |
| Melhor marca do ano  | Melhor marca do ano (World leading)          | Recorde asiático      | Recorde asiático (Asian)              | DNS                        | Não largou (Did not start)                |   |                                      |
| Recorde nacional     | Recorde nacional (National record)           | Recorde europeu       | Recorde europeu (European)            | DNF                        | Não terminou (Did not finish)             |   |                                      |
| Recorde pessoal      | Recorde pessoal do atleta (Personal best)    | Recorde da Oceania    | Recorde da Oceania (Oceania)          | DSQ / DQ                   | Desclassificado (Disqualified)            |   |                                      |
| Recorde da temporada | Recorde da temporada do atleta (Season best) | Recorde sul-americano | Recorde sul-americano (South America) | NM                         | Sem marca (No mark)                       |   |                                      |